# Lena Divani

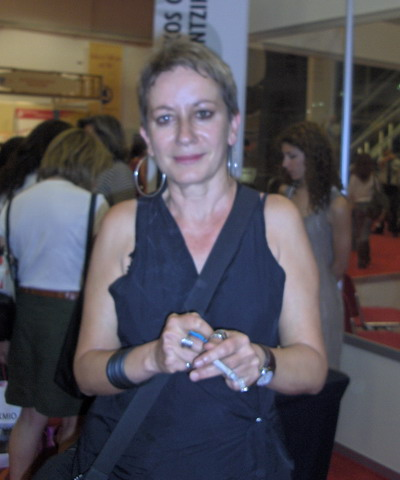
Lena Divani, 2008

Lena Divani, griechisch Λένα Διβάνη (* 1955 in Volos) ist eine griechische Historikerin und Professorin an der Juristischen Fakultät der Universität Athen. Sie ist zudem als Schriftstellerin bekannt.

## Leben
Divani lehrt an der Universität Athen Geschichte der Außenpolitik Griechenlands und des Balkans im 20. Jahrhundert im Vordiplom und Probleme der Minderheiten auf dem Balkan im Aufbaustudiengang. Sie war Visiting Research Fellow an der Harvard University, am King’s College London, zweimal an den League of Nations Archives der Organisation der Vereinten Nationen in Genf und Stipendiatin des Greek Institute in Cambridge, Massachusetts.
Sie war Mitarbeiterin des Historischen Archivs des griechischen Außenministeriums, das sich zum Ziel gesetzt hatte, die diplomatischen Dokumente Griechenlands zu veröffentlichen, die Bezug zu nationalen Themen hatten. Sie war ebenfalls Mitarbeiterin des Nationalen Buchzentrums Griechenlands bei der Einrichtung eines bibliographischen Satzes zum Problem der Minoritäten und Mitarbeiterin der Stiftung für Griechische Kultur (Ίδρυμα Ελληνικού Πολιτισμού) zur griechischen Diaspora.
Sie war Mitglied des Verwaltungsrats des Griechischen Hörfunks und Fernsehens (Ελληνική Ραδιοφωνία Τηλεόραση). Sie ist Gründungsmitglied der Nationalen Kommission für die Menschenrechte (Εθνική Επιτροπή για τα Δικαιώματα του Ανθρώπου) und stellvertretende Vorsitzende des Nationalen Buchzentrums Griechenlands.
Sie hat zudem zehn Kriminalromane und verschiedene Sammlungen von Erzählungen veröffentlicht.

## Schriften (Auswahl)
- Ελλάδα και μειονότητες – Το διεθνές σύστημα προστασίας υπό την Κοινωνία των Εθνών, εκδόσεις Νεφέλη, Athen 1995 (επανέκδοση Εκδόσεις Καστανιώτη, 1999). – „Griechenland und Minoritäten – Das internationale Schutzsystem unter dem Völkerbund“
- Δωδεκάνησος – Η μακρά πορεία προς την ενσωμάτωση, Εκδόσεις Καστανιώτη, Athen 1996 (in Zusammenarbeit mit dem Außenministerium) – „Die Dodekanes – Der lange Weg zur Integration“
- Η πολιτική των ελληνικών εξορίστων κυβερνήσεων, εκδόσεις Σάκκουλα, Athen 1992 – „Die Politik der griechischen Exilregierungen“
- (Hrsg.): Διεθνείς κρίσεις και παρέμβαση της διεθνούς οργανώσεως – Περσικός κόλπος και τέως Γιουγκοσλαβία, εκδόσεις Σάκκουλα, Athen 1994 – „Internationale Krisen und die Intervention der internationalen Organisation – Persischer Golf und Ex-Jugoslawien“
- Η εδαφική ολοκλήρωση της Ελλάδας – 1830–1947, ασκήσεις πατριδογνωσίας, Εκδόσεις Καστανιώτη, 2000 – „Die territoriale Vollendung Griechenlands – 1830–1947, Übungen in Heimatkunde“